# Tender Fictions
Tender Fictions es un documental autobiográfico de 1996 dirigido por la cineasta experimental estadounidense Barbara Hammer. Es el segundo de una trilogía de documentales que incluye Nitrate Kisses y History Lessons. En conjunto, los tres documentales a veces se conocen como la History trilogy. Tender Fictions detalla la vida de Hammer y sus intentos de construir un yo. El documental fue nominado a un premio en el Festival de Cine de Sundance de 1996.

## Contexto
Al final del documental experimental Nitrate Kisses (1992), de Barbara Hammer, la escritora Joan Nestle insta al espectador a preservar y documentar la historia de las lesbianas para las generaciones futuras. Hammer decidió crear una autobiografía, antes de que alguien lo hiciera por ella. La intención de Nitrate Kisses había sido explorar la creación de la historia y quién la hace, con especial énfasis en la historia perdida de las lesbianas y los hombres gais. Al realizar Tender Fictions, Hammer amplió las ideas de Nitrate Kisses y las centró en la naturaleza de la autobiografía. Su película de 2000, History Lessons, completó una trilogía de películas sobre la historia del colectivo LGBT que recibe el nombre de "History trilogy".

## Contenido
La película contiene un collage de viejas películas caseras, fotografías, entrevistas, sonidos y citas. Detalla la infancia de Hammer como una niña nacida en una familia ucraniana, con una madre que quería que fuera como la actriz infantil Shirley Temple y una abuela que trabajaba como cocinera para la actriz Lillian Gish. Narra su vida en la década de 1960 y el momento, en 1970, en que escuchó por primera vez la palabra lesbiana y se dio cuenta de que se aplicaba a ella.
Según Hammer y la académica de cine Gwendolyn Audrey Foster, un tema central de Tender Fictions es la construcción de biografías y autobiografías y, por extensión, del yo. Para encontrar su sentido del yo, Hammer explora las vidas y obras de artistas como D.W. Griffith, Charlie Chaplin y Shirley Temple. En el documental afirma: "Me inventé a mí misma como artista leyendo autobiografías de artistas famosos, poetas y pintores. Ninguna de ellas era escrita por lesbianas ni trataba sobre ellas".

## Estreno y recepción
Tender Fictions se proyectó en el Festival de Cine de Sundance de 1996 y fue nominada al Gran Premio del Jurado. También se proyectó en el Festival Internacional de Cine de Berlín, el Festival de Cine de Ann Arbor, el Festival de Cine y Vídeo de Charlotte y el Festival Internacional de Cine Documental de Yamagata.
En su artículo para Variety, Emanuel Levy calificó el documental como una experiencia frustrante, dijo que algunas partes eran interesantes pero que había demasiada narración y que, en última instancia, el documental era agotador y no muy divertido de ver y afirmó que era más adecuado para festivales gais y lesbianas.